# Gymnothorax prasinus
Gymnothorax prasinus är en fiskart som först beskrevs av Richardson, 1848.  Gymnothorax prasinus ingår i släktet Gymnothorax och familjen Muraenidae. Inga underarter finns listade i Catalogue of Life.